# Respect (álbum de Jimmy Smith)
Respect es un álbum de estudio del músico estadounidense de jazz Jimmy Smith, publicado en septiembre de 1967 por Verve Records. Producido por Creed Taylor, el álbum alcanzó los puestos #5 y #3 en las listas Billboard Top Jazz Albums y Top Soul Albums, respectivamente.

## Recepción de la crítica
Scott Yanow, escribiendo para AllMusic, declaró que Respect “tiene sus momentos pero no sorpresas reales, pero se balancea de manera funk en todo momento”. El personal de la revista Billboard le otorgó el certificado de “Jazz Spotlight” y catalogó el álbum como “Smith en su mejor momento”.

## Lista de canciones
| Lado uno |                       |                           |          |  |
| N.º      | Título                | Escritor(es)              | Duración |  |
| 1.       | «Mercy, Mercy, Mercy» | Joe Zawinul               | 6:30     |  |
| 2.       | «Respect»             | Otis Redding              | 2:12     |  |
| 3.       | «Funky Broadway»      | Arlester “Dyke” Christian | 6:35     |  |

| Lado dos |                            |                 |          |  |
| N.º      | Título                     | Escritor(es)    | Duración |  |
| 1.       | «T-Bone Steak»             | Jimmy Smith     | 7:15     |  |
| 2.       | «Get Out of My Life Woman» | Allen Toussaint | 8:50     |  |

## Posicionamiento
| Gráficas (1967)                                     | Pico de posición |
| --------------------------------------------------- | ---------------- |
| Estados Unidos (Billboard 200)                      | 60               |
| Estados Unidos (Billboard Contemporary Jazz Albums) | 5                |
| Estados Unidos (Billboard Top R&B/Hip-Hop Albums)   | 3                |